# Jeffrey Levy-Hinte
Jeffrey Levy-Hinte é um produtor cinematográfico norte-americano. Como reconhecimento, foi nomeado ao Oscar 2011 na categoria de Melhor Filme por The Kids Are All Right.